# Alkilirajući antineoplastični agens
Alkilirajući antineoplastični agens je alkilirajući agens koji se koristi za tretman kancera. Lek deluje putem dodavanja alkil grupa na DNK. Alkil grupa se dodaje na guaninsku bazu DNK molekula, na atom azota u poziciji 7 purinskog prstena.
Pošto se ćelije kancera brže umnožavaju, sa manje zastupljenom korekcijom grešaka u odnosu na zdrave ćelije, one su senzitivnije na DNK oštećenja, poput alkilacije. Alkilacioni agensi se koriste za tretman više vrsta kancera. Oni su toksični i za normalne ćelije (citotoksičnost), te uzrokuju oštećenja tkiva, posebno u ćelijama koje se često dele, kao što su ćelije gastrointestinalnog trakta, kičmene moždine, testisa i jajnika, što može da dovede do gubitka plodnosti. Većina alkilirajućih agenasa je karcinogena. Hipertermija je efektivna u pojačavanju dejstva alkilirajućih agenasa.

## Spoljašnje veze
- Alkylating+antineoplastic+agents на 
- Архивирано на веб-сајту  (15. мај 2009)